# 1115 Sabauda
1115 Sabauda là một tiểu hành tinh vành đai chính bay quanh Mặt Trời. Nó được phát hiện bởi L. Volta ngày 13 tháng 12 năm 1928 ở Pino Torinese, Ý. Nó được phát hiện một cách độc lập 5 ngày sau đó bởi Josep Comas Solá ở Barcelona, Tây Ban Nha. Tên ban đầu của nó là 1928 XC. Sabauda, hay Sapauda, là tên tiếng Latin của những nhà cầm quyền trước kia ở Ý House of Savoy.